# The Amazing Truth About Queen Raquela
The Amazing Truth About Queen Raquela es una película dramática de 2008 dirigida por Olaf de Fleur Johannesson.

## Sinopsis
Raquela, una prostituta trans filipina, sueña con hacer una nueva vida en París. Se convierte en una estrella del porno en Internet y conoce a Valerie, una mujer trans islandesa, y a Michael, el dueño del sitio web para el que trabaja.

## Reparto
- Raquela Rios como ella misma
- Stefan Schaefer como Ardilo, Michael
- Olivia Galudo como Olivia
- Villa Brax como Aubrey
- Valerie Grand Einarsson como Valerie Einarsson

## Distribución y recepción
La película se proyectó en el Festival Internacional de Cine de Berlín de 2008, donde ganó el premio Teddy a la mejor película. Se proyectó en la sección Visiones Emergentes del festival South by Southwest 2008 en los Estados Unidos.
Recibió el Gran Premio del Jurado en el 10º Festival Internacional de Cine Cinemanila de 2008 en el Salón Kalayaan del Palacio de Malacañan.